# Farideh Lashai
Farideh Lashai en farsi فریده لاشایی , romanizado como Farideh Lāshāyī; (1944, Rasht– 24 de febrero de 2013, Teherán) fue una artista, pensadora y activista política iraní. Reconocida por sus pinturas ligadas a la naturaleza, y las video instalaciones, que realizó a partir del año 2007. También trabajó como escritora y traductora. Su libro más destacado es su autobiografía Shal Bamu (Llegó el chacal), publicada en 2003. 
Su obra está inspirada en la cultura persa, la literatura de escritores como Bertolt Brecht, el cine y la animación.

## Vida y obra
Desde la infancia, Farideh demuestra un gran interés por la lectura y el teatro, llegando a escribir guiones, actuar y dirigir obras en su colegio de Teherán.
Después de terminar la formación obligatoria, se traslada a Alemania. Estudió en la escuela de traducción de Munich, y posteriormente Artes Decorativas en la Academia de Bellas Artes de Viena. En la Universidad de Fráncfort estudia literatura alemana, y se siente atraída especialmente por el teatro de Bertolt Brecht, de quien admira su libertad narrativa, la simplificación de los escenarios o la utilización de la música. Posteriormente traducirá al farsi importantes obras de teatro de Brecht. También siente gran interés hacia el cine y la animación, que le dirigirán hacia la hibridación de los lenguajes artísticos. El pintor español Francisco de Goya será otra de sus grandes inspiraciones, visitando su tumba en la iglesia de San Antonio de la Florida cuando estuvo en Madrid.
Desde joven mantuvo relaciones de amistad con intelectuales, poetas, cineastas, escritores y traductores, tanto dentro como fuera de su país. Comprometida políticamente con la izquierda, fue encarcelada en la prisión de Qasr durante los años 1974 y 1976 por oponerse al régimen del sah de Persia, formando en la cárcel un grupo de teatro.
A partir de 2003, con la publicación de su autobiografía Shal Bamu, comienza a experimentar proyectando animaciones sobre sus pinturas. En 2007 produce su primera video instalación, proyectando a partir de entonces escenas sobre sus pinturas abocetadas, a modo de collage o ensamblaje multimedia.
A fines de la década de 1990, Lashai cofundó Neda Group, un colectivo de artistas en el que trabajan y se integran 12 pintoras iraníes.
A los 68 años, después de un largo período de lucha contra el cáncer, murió en 2013 el hospital Jam de Teherán.
En el año 2017, el Museo Nacional del Prado le dedica póstumamente una exposición temporal dentro de su programa La obra invitada con su última producción, Cuando cuento estás solo tú... pero cuando miro hay solo una sombra, dispuesta junto a la Sala de las Pinturas Negras y que aborda temáticamente la serie Desastres de la Guerra de Francisco de Goya. En 2019, el Ministerio de Cultura de España le dedica la exposición Una tierra llamada ideología en Tabacalera Promoción del Arte.

## Características de su obra
Las obras de Lashai presentan un carácter intelectual y poético, haciendo gala de una sensibilidad que reúne acercamientos plásticos contemporáneos, con un sustrato tradicional enraizado en su identidad cultural iraní. A través de su gran pasión por la literatura, el teatro, el cine y la animación, articula un lenguaje que resulta tan propio como universal. Su obra expresa una tendencia al anhelo y la melancolía, profundizando en la búsqueda de la abstracción de una idea, para explorar el concepto tratado en su totalidad.
En sus pinturas de naturaleza puede comprobarse el cruce de referentes como la tradición de Paul Cézanne y de su propia cultura (cipreses y granadas, reminiscencias de su ciudad natal), con las que pretende crear un símbolo y una vaga comprensión de la naturaleza que permita percibir su alma.
Su activismo condicionó el carácter de su obra artística, denunciando a través de sus obras las tragedias políticas que le tocó vivir, como la Guerra entre Irán e Irak o el bombardeo de la ciudad de Teherán de 1986. Consigue así, que la esencia de su obra no este condicionada por hechos puntuales, para expresar la esencia universal de la memoria colectiva.

## Exposiciones individuales
- 1968, Milán, Italia, Galería Duomo
- 1968, Selb, Alemania, Estudio Rosenthal
- 1973, Teherán, Irán, Galería Seyhoon
- 1974, Teherán, Irán, Galería de Teherán
- 1976, Teherán, Irán, Galería de Teherán
- 1977, Khoozestan, Irán, Centro Cultural de la Compañía Nacional de Petróleo de Irán
- 1984, Bakersfield, Estados Unidos, Galería Clark
- 1987, Basilea, Suiza, Galería Demenga
- 1987, La Valeta, Malta, Museo Nacional de Bellas Artes
- 1987, Teherán, Irán, Galería Clásica
- 1987, Teherán, Irán, Galería Golestan
- 1988, Düsseldorf, Alemania, Galería Libertas
- 1988, Basilea, Suiza, Galería Demenga
- 1988, Mammoth Lake, EE. UU., Galería de arte
- 1990, Estados Unidos, Universidad de Berkeley
- 1990, Londres, Inglaterra, Hill Gallery
- 1992, Teherán, Irán, Galería Golestan
- 1993, Düsseldorf, Alemania, Galería Aum Hufeisen
- 1994, Teherán, Irán, Galería Golestan
- 1995, Pau, Francia, Galería Nouste Henric
- 1996, Teherán, Irán, Galería Golestan
- 1997, Laudun, Francia, Galería Chateau Lascours
- 1998, Teherán, Irán, Galería Golestan
- 2005, Teherán, Irán, Mah Art Gallery
- 2016, Sharjah, Emiratos Árabes Unidos, Fundación de Arte de Sharjah[8]
- 2017, Madrid, Museo del Prado[9]
- 2019, Madrid, Tabacalera (Madrid) Promoción del Arte[10]

## Exposiciones colectivas
- 1968, Ostende, Bélgica, Jóvenes Artistas Internacionales
- 1971, Teherán, Irán, Exposición Internacional de Teherán (como miembro del Pabellón de Austria)
- 1973, Teherán, Irán, Exposición Internacional de Mujeres Artistas Iraníes de Teherán
- 1975, Teherán, Irán, Exposición de cuatro mujeres artistas, Sociedad Irán-América
- 1978, Basilea, Suiza, Exposición Internacional